# Branchellion angeli
Branchellion angeli är en ringmaskart som beskrevs av Sigalis 1921. Branchellion angeli ingår i släktet Branchellion, och familjen fiskiglar. Arten har ej påträffats i Sverige.